# 1970-es jégkorong-világbajnokság
Az 1970-es jégkorong-világbajnokság a 37. világbajnokság volt, amelyet a Nemzetközi Jégkorongszövetség szervezett. A vb-ken a csapatok három szinten vettek részt. A világbajnokságok végeredményei alapján alakult ki az 1971-es jégkorong-világbajnokság csoportjainak mezőnye.

## A csoport
1–6. helyezettek
- Szovjetunió – Világbajnok
- Svédország
- Csehszlovákia
- Finnország
- NDK
- Lengyelország – Kiesett a B csoportba

## B csoport
7–14. helyezettek
- Egyesült Államok – Feljutott az A csoportba
- NSZK
- Norvégia
- Jugoszlávia
- Japán
- Svájc
- Románia – Kiesett a C csoportba
- Bulgária – Kiesett a C csoportba

## C csoport
15–21. helyezettek
- Ausztria – Feljutott a B csoportba
- Olaszország – Feljutott a B csoportba
- Magyarország
- Franciaország
- Dánia
- Hollandia
- Belgium